# Jacek Waluk
Jacek Waluk (ur. 8 kwietnia 1952 w Warszawie) – polski fizykochemik zajmujący się zagadnieniami spektroskopowymi, profesor nauk chemicznych, członek rzeczywisty Polskiej Akademii Nauk.

## Aktywność zawodowa
Jest profesorem w Instytucie Chemii Fizycznej PAN, gdzie kieruje Zakładem Fotochemii i Spektroskopii. W 2013 r. został członkiem korespondentem, a w 2022 r.członkiem rzeczywistym Polskiej Akademii Nauk.
Jest również profesorem na Uniwersytecie Kardynała Stefana Wyszyńskiego w Warszawie.
Jest członkiem European Photochemistry Association. W latach 2000–2004 był przewodniczącym tego stowarzyszenia. Ponadto jest członkiem Polskiego Towarzystwa Chemicznego i American Chemical Society.
Do 2022 r. opublikował ok. 300 artykułów naukowych. Wypromował 10 doktorów nauk. Odbył kilka staży zagranicznych, między innymi w Niemczech, Danii oraz Stanach Zjednoczonych. W 2004 otrzymał godność doktora honoris causa Uniwersytetu w Roskilde w Danii.
Odznaczony Złotym Krzyżem Zasługi.

## Zakres badań
Główne dziedziny prowadzonych przez niego badań to:
- przeniesienie protonu i fotoindukowane przeniesienie protonu;
- wiązanie wodorowe
- badanie pojedynczych cząsteczek
- spektroskopia femtosekundowa.